# Отворено првенство Мајамија у тенису
Отворено првенство Мајамија тениски је турнир који се игра и у мушкој и у женској конкуренцији. У мушкој конкуренцији, то је турнир АТП Мастерс 1000 серије, а у женској WTA 1000 турнир. Турнир се од 1985. одржава сваке године у марту.
Највише освојених титула у мушкој конкуренцији имају Андре Агаси и Новак Ђоковић (6), а у женској конкуренцији Серена Вилијамс (8).

## Досадашњи називи турнира
- (1985–1992)
- (1993–1999)
- (2000–2001)
- (2002–2006)
- (2007–2012)
- (2013–2014)
- (2015–)

## Локација
Турнир је до 2018. одржаван на стадиону Тениског центра Крендон Парк у Ки Бискејну, делу града Мајамија (Флорида), да би у 2019. био премештен на Хард Рок стадион у Мајами Гарденсу.

## Резултати

### Мушкарци појединачно
| Година | Победник                              | Финалиста                             | Резултат                              |
| ------ | ------------------------------------- | ------------------------------------- | ------------------------------------- |
| 1985.  | Тим Мејот                             | Скот Дејвис                           | 4:6, 4:6, 6:3, 6:2, 6:4               |
| 1986.  | Иван Лендл                            | Матс Виландер                         | 3:6, 6:1, 7:6(7:5), 6:4               |
| 1987.  | Милослав Мечирж                       | Иван Лендл                            | 7:5, 6:2, 7:5                         |
| 1988.  | Матс Виландер                         | Џими Конорс                           | 6:4, 4:6, 6:4, 6:4                    |
| 1989.  | Иван Лендл (2)                        | Томас Мустер                          | отказано због повреде Томаса Мустера  |
| 1990.  | Андре Агаси                           | Стефан Едберг                         | 6:1, 6:4, 0:6, 6:2                    |
| 1991.  | Џим Куријер                           | Дејвид Витон                          | 4:6, 6:3, 6:4                         |
| 1992.  | Мајкл Ченг                            | Алберто Манчини                       | 7:5, 7:5                              |
| 1993.  | Пит Сампрас                           | Маливај Вошингтон                     | 6:3, 6:2                              |
| 1994.  | Пит Сампрас (2)                       | Андре Агаси                           | 5:7, 6:3, 6:3                         |
| 1995.  | Андре Агаси (2)                       | Пит Сампрас                           | 3:6, 6:2, 7:6(7:3)                    |
| 1996.  | Андре Агаси (3)                       | Горан Иванишевић                      | 3:0 (предаја)                         |
| 1997.  | Томас Мустер                          | Серђи Бругера                         | 7:6(8:6), 6:3, 6:1                    |
| 1998.  | Марсело Риос                          | Андре Агаси                           | 7:5, 6:3, 6:4                         |
| 1999.  | Рихард Крајичек                       | Себастијан Грожан                     | 4:6, 6:1, 6:2, 7:5                    |
| 2000.  | Пит Сампрас (3)                       | Густаво Киртен                        | 6:1, 6:7(2:7), 7:6(7:5), 7:6(10:8)    |
| 2001.  | Андре Агаси (4)                       | Џен-Мајкл Гамбил                      | 7:6(7:4), 6:1, 6:0                    |
| 2002.  | Андре Агаси (5)                       | Роџер Федерер                         | 6:3, 6:3, 3:6, 6:4                    |
| 2003.  | Андре Агаси (6)                       | Карлос Моја                           | 6:3, 6:3                              |
| 2004.  | Енди Родик                            | Гиљермо Корија                        | 6:7(2:7), 6:3, 6:1 (предаја)          |
| 2005.  | Роџер Федерер                         | Рафаел Надал                          | 2:6, 6:7(4:7), 7:6(7:5), 6:3, 6:1     |
| 2006.  | Роџер Федерер (2)                     | Иван Љубичић                          | 7:6(7:5), 7:6(7:4), 7:6(8:6)          |
| 2007.  | Новак Ђоковић                         | Гиљермо Кањас                         | 6:3, 6:2, 6:4                         |
| 2008.  | Николај Давиденко                     | Рафаел Надал                          | 6:4, 6:2                              |
| 2009.  | Енди Мари                             | Новак Ђоковић                         | 6:2, 7:5                              |
| 2010.  | Енди Родик (2)                        | Томаш Бердих                          | 7:5, 6:4                              |
| 2011.  | Новак Ђоковић (2)                     | Рафаел Надал                          | 4:6, 6:3, 7:6(7:4)                    |
| 2012.  | Новак Ђоковић (3)                     | Енди Мари                             | 6:1, 7:6(7:4)                         |
| 2013.  | Енди Мари (2)                         | Давид Ферер                           | 4:6, 6:2, 7:6(7:1)                    |
| 2014.  | Новак Ђоковић (4)                     | Рафаел Надал                          | 6:3, 6:3                              |
| 2015.  | Новак Ђоковић (5)                     | Енди Мари                             | 7:6(7:3), 4:6, 6:0                    |
| 2016.  | Новак Ђоковић (6)                     | Кеј Нишикори                          | 6:3, 6:3                              |
| 2017.  | Роџер Федерер (3)                     | Рафаел Надал                          | 6:3, 6:4                              |
| 2018.  | Џон Изнер                             | Александар Зверев                     | 6:7(4:7), 6:4, 6:4                    |
| 2019.  | Роџер Федерер (4)                     | Џон Изнер                             | 6:1, 6:4                              |
| 2020.  | није играно — пандемија вируса корона | није играно — пандемија вируса корона | није играно — пандемија вируса корона |
| 2021.  | Хуберт Хуркач                         | Јаник Синер                           | 7:6(7:4), 6:4                         |
| 2022.  | Карлос Алкараз                        | Каспер Руд                            | 7:5, 6:4                              |
| 2023.  | Данил Медведев                        | Јаник Синер                           | 7:5, 6:3                              |
| 2024.  | Јаник Синер                           | Григор Димитров                       | 6:3, 6:1                              |

### Жене појединачно
| Година | Победница                             | Финалисткиња                          | Резултат                              |
| ------ | ------------------------------------- | ------------------------------------- | ------------------------------------- |
| 1985.  | Мартина Навратилова                   | Крис Еверт                            | 6:2, 6:4                              |
| 1986.  | Крис Еверт                            | Штефи Граф                            | 6:4, 6:2                              |
| 1987.  | Штефи Граф                            | Крис Еверт                            | 6:1, 6:2                              |
| 1988.  | Штефи Граф (2)                        | Крис Еверт                            | 6:4, 6:4                              |
| 1989.  | Габријела Сабатини                    | Крис Еверт                            | 6:1, 4:6, 6:2                         |
| 1990.  | Моника Селеш                          | Јудит Вајснер                         | 6:1, 6:2                              |
| 1991.  | Моника Селеш (2)                      | Габријела Сабатини                    | 6:3, 7:5                              |
| 1992.  | Аранча Санчез Викарио                 | Габријела Сабатини                    | 6:1, 6:4                              |
| 1993.  | Аранча Санчез Викарио (2)             | Штефи Граф                            | 6:4, 3:6, 6:3                         |
| 1994.  | Штефи Граф (3)                        | Наташа Зверева                        | 4:6, 6:1, 6:2                         |
| 1995.  | Штефи Граф (4)                        | Кимико Дате                           | 6:1, 6:4                              |
| 1996.  | Штефи Граф (5)                        | Чанда Рубин                           | 6:1, 6:3                              |
| 1997.  | Мартина Хингис                        | Моника Селеш                          | 6:2, 6:1                              |
| 1998.  | Винус Вилијамс                        | Ана Курњикова                         | 2:6, 6:4, 6:1                         |
| 1999.  | Винус Вилијамс (2)                    | Серена Вилијамс                       | 6:1, 4:6, 6:4                         |
| 2000.  | Мартина Хингис (2)                    | Линдси Давенпорт                      | 6:3, 6:2                              |
| 2001.  | Винус Вилијамс (3)                    | Џенифер Капријати                     | 4:6, 6:1, 7:6(7:4)                    |
| 2002.  | Серена Вилијамс                       | Џенифер Капријати                     | 7:5, 7:6(7:4)                         |
| 2003.  | Серена Вилијамс (2)                   | Џенифер Капријати                     | 4:6, 6:4, 6:1                         |
| 2004.  | Серена Вилијамс (3)                   | Јелена Дементјева                     | 6:1, 6:1                              |
| 2005.  | Ким Клајстерс                         | Марија Шарапова                       | 6:3, 7:5                              |
| 2006.  | Светлана Кузњецова                    | Марија Шарапова                       | 6:4, 6:3                              |
| 2007.  | Серена Вилијамс (4)                   | Жистин Енен                           | 0:6, 7:5, 6:3                         |
| 2008.  | Серена Вилијамс (5)                   | Јелена Јанковић                       | 6:1, 5:7, 6:3                         |
| 2009.  | Викторија Азаренка                    | Серена Вилијамс                       | 6:1, 5:7, 6:3                         |
| 2010.  | Ким Клајстерс (2)                     | Винус Вилијамс                        | 6:2, 6:1                              |
| 2011.  | Викторија Азаренка (2)                | Марија Шарапова                       | 6:1, 6:4                              |
| 2012.  | Агњешка Радвањска                     | Марија Шарапова                       | 7:5, 6:4                              |
| 2013.  | Серена Вилијамс (6)                   | Марија Шарапова                       | 4:6, 6:3, 6:0                         |
| 2014.  | Серена Вилијамс (7)                   | Ли На                                 | 7:5, 6:1                              |
| 2015.  | Серена Вилијамс (8)                   | Карла Суарез Наваро                   | 6:2, 6:0                              |
| 2016.  | Викторија Азаренка (3)                | Светлана Кузњецова                    | 6:3, 6:2                              |
| 2017.  | Јохана Конта                          | Каролина Возњацки                     | 6:4, 6:3                              |
| 2018.  | Слоун Стивенс                         | Јелена Остапенко                      | 7:6(7:5), 6:1                         |
| 2019.  | Ешли Барти                            | Каролина Плишкова                     | 7:6(7:1), 6:3                         |
| 2020.  | није играно — пандемија вируса корона | није играно — пандемија вируса корона | није играно — пандемија вируса корона |
| 2021.  | Ешли Барти (2)                        | Бјанка Андреску                       | 6:3, 4:0 (предаја)                    |
| 2022.  | Ига Свјонтек                          | Наоми Осака                           | 6:4, 6:0                              |
| 2023.  | Петра Квитова                         | Јелена Рибакина                       | 7:6(16:14), 6:2                       |
| 2024.  | Данијела Колинс                       | Јелена Рибакина                       | 7:5, 6:3                              |

### Мушки парови
| Година | Победници                              | Финалисти                             | Резултат                              |
| ------ | -------------------------------------- | ------------------------------------- | ------------------------------------- |
| 1985.  | Пол Анакон Христо ван Ренсбург         | Шервуд Стјуарт Ким Ворик              | 7:5, 7:5, 6:4                         |
| 1986.  | Бред Гилберт Винс ван Патен            | Стефан Едберг Андерс Јерид            | предаја пре почетка меча              |
| 1987.  | Пол Анакон (2) Христо ван Ренсбург (2) | Кен Флак Роберт Сегусо                | 6:2, 6:4, 6:4                         |
| 1988.  | Џон Фицџералд Андерс Јерид             | Кен Флак Роберт Сегусо                | 7:6, 6:1, 7:5                         |
| 1989.  | Јакоб Хласек Андерс Јерид (2)          | Џим Граб Патрик Макенро               | 6:3 (предаја)                         |
| 1990.  | Рик Лич Џим Пју                        | Борис Бекер Касио Мота                | 6:3, 6:4                              |
| 1991.  | Вејн Фереира Пит Норвал                | Кен Флак Роберт Сегусо                | 5:7, 7:6, 6:2                         |
| 1992.  | Кен Флак Тод Витскен                   | Кент Кинир Свен Салума                | 6:4, 6:3                              |
| 1993.  | Рихард Крајичек Јан Симеринк           | Патрик Макенро Џонатан Старк          | 6:7, 6:4, 7:6                         |
| 1994.  | Јако Елтинг Паул Хархојс               | Марк Ноулс Џаред Палмер               | 7:6, 7:6                              |
| 1995.  | Тод Вудбриџ Марк Вудфорд               | Џим Граб Патрик Макенро               | 6:3, 7:6                              |
| 1996.  | Тод Вудбриџ (2) Марк Вудфорд (2)       | Елис Фереира Патрик Галбрајт          | 6:1, 6:3                              |
| 1997.  | Тод Вудбриџ (3) Марк Вудфорд (3)       | Марк Ноулс Данијел Нестор             | 7:6, 7:6                              |
| 1998.  | Елис Фереира Рик Лич (2)               | Алекс О'Брајен Џонатан Старк          | 6:2, 6:4                              |
| 1999.  | Вејн Блек Сандон Стол                  | Борис Бекер Џен-Мајкл Гамбил          | 6:1, 6:1                              |
| 2000.  | Тод Вудбриџ (4) Марк Вудфорд (4)       | Мартин Дам Доминик Хрбати             | 6:3, 6:4                              |
| 2001.  | Јиржи Новак Давид Рикл                 | Јонас Бјеркман Тод Вудбриџ            | 7:5, 7:6(7:3)                         |
| 2002.  | Марк Ноулс Данијел Нестор              | Доналд Џонсон Џаред Палмер            | 6:3, 3:6, 6:1                         |
| 2003.  | Роџер Федерер Макс Мирни               | Леандер Паес Давид Рикл               | 7:5, 6:3                              |
| 2004.  | Вејн Блек (2) Кевин Улијет             | Јонас Бјеркман Тод Вудбриџ            | 6:2, 7:6(14:12)                       |
| 2005.  | Јонас Бјеркман Макс Мирни (2)          | Вејн Блек Кевин Улијет                | 6:1, 6:2                              |
| 2006.  | Јонас Бјеркман (2) Макс Мирни (3)      | Боб Брајан Мајк Брајан                | 6:4, 6:4                              |
| 2007.  | Боб Брајан Мајк Брајан                 | Мартин Дам Леандер Паес               | 6:7(7:9), 6:3, [10:7]                 |
| 2008.  | Боб Брајан (2) Мајк Брајан (2)         | Махеш Бупати Марк Ноулс               | 6:2, 6:2                              |
| 2009.  | Макс Мирни (4) Анди Рам                | Ешли Фишер Стивен Хас                 | 6:7(4:7), 6:2, [10:7]                 |
| 2010.  | Лукаш Длоухи Леандер Паес              | Махеш Бупати Макс Мирни               | 6:2, 7:5                              |
| 2011.  | Махеш Бупати Леандер Паес (2)          | Макс Мирни Данијел Нестор             | 6:7(5:7), 6:2, [10:5]                 |
| 2012.  | Леандер Паес (3) Радек Штјепанек       | Макс Мирни Данијел Нестор             | 3:6, 6:1, [10:8]                      |
| 2013.  | Ајсам-ул-хак Куреши Жан-Жилијен Ројер  | Маријуш Фирстенберг Марћин Матковски  | 6:4, 6:1                              |
| 2014.  | Боб Брајан (3) Мајк Брајан (3)         | Хуан Себастијан Кабал Роберт Фара     | 7:6(10:8), 6:4                        |
| 2015.  | Боб Брајан (4) Мајк Брајан (4)         | Вашек Поспишил Џек Сок                | 6:3, 1:6, [10:8]                      |
| 2016.  | Пјер-Иг Ербер Никола Маи               | Равен Класен Раџив Рам                | 6:7, 6:1, [10:7]                      |
| 2017.  | Лукаш Кубот Марсело Мело               | Николас Монро Џек Сок                 | 7:5, 6:3                              |
| 2018.  | Боб Брајан (5) Мајк Брајан (5)         | Карен Хачанов Андреј Рубљов           | 4:6, 7:6(7:5), [10:4]                 |
| 2019.  | Боб Брајан (6) Мајк Брајан (6)         | Весли Колхоф Стефанос Циципас         | 7:5, 7:6(10:8)                        |
| 2020.  | није играно — пандемија вируса корона  | није играно — пандемија вируса корона | није играно — пандемија вируса корона |
| 2021.  | Никола Мектић Мате Павић               | Данијел Еванс Нил Скупски             | 6:4, 6:4                              |
| 2022.  | Хуберт Хуркач Џон Изнер                | Весли Колхоф Нил Скупски              | 7:6(7:5), 6:4                         |
| 2023.  | Едуар Роже-Васелен Сантијаго Гоназалес | Остин Крајичек Никола Маи             | 7:6(7:4), 7:5                         |
| 2024.  | Рохан Бопана Метју Ебден               | Иван Додиг Остин Крајичек             | 6:7(3:7), 6:3, [10:6]                 |

### Женски парови
| Година | Победнице                                     | Финалисткиње                            | Резултат                              |
| ------ | --------------------------------------------- | --------------------------------------- | ------------------------------------- |
| 1985.  | Ђиђи Фернандез Мартина Навратилова            | Кети Џордан Хана Мандликова             | 7:6(7:4), 6:2                         |
| 1986.  | Пем Шрајвер Хелена Сукова                     | Крис Еверт Венди Тернбул                | 6:2, 6:3                              |
| 1987.  | Мартина Навратилова (2) Пем Шрајвер (2)       | Клаудија Коде Килш Хелена Сукова        | 6:3, 7:6(8:6)                         |
| 1988.  | Штефи Граф Габријела Сабатини                 | Ђиђи Фернандез Зина Гарисон             | 7:6(8:6), 6:3                         |
| 1989.  | Јана Новотна Хелена Сукова (2)                | Ђиђи Фернандез Лори Макнил              | 7:6(7:5), 6:4                         |
| 1990.  | Јана Новотна (2) Хелена Сукова (3)            | Бетси Нејџелсен Робин Вајт              | 6:4, 6:3                              |
| 1991.  | Мери Џо Фернандез Зина Гарисон Џексон         | Ђиђи Фернандез Јана Новотна             | 7:5, 6:2                              |
| 1992.  | Аранча Санчез Викарио Лариса Савченко Нејланд | Џил Хедерингтон Кети Риналди            | 7:5, 5:7, 6:3                         |
| 1993.  | Јана Новотна (3) Лариса Савченко Нејланд (2)  | Џил Хедерингтон Кети Риналди            | 6:2, 7:5                              |
| 1994.  | Ђиђи Фернандез (2) Наташа Зверева             | Пети Фендик Мередит Макграт             | 6:3, 6:1                              |
| 1995.  | Јана Новотна (4) Аранча Санчез Викарио (2)    | Ђиђи Фернандез Наташа Зверева           | 7:5, 2:6, 6:3                         |
| 1996.  | Јана Новотна (5) Аранча Санчез Викарио (3)    | Мередит Макграт Лариса Савченко Нејланд | 6:4, 6:4                              |
| 1997.  | Аранча Санчез Викарио (4) Наташа Зверева (2)  | Сабине Апелманс Миријам Ореманс         | 6:4, 6:2                              |
| 1998.  | Мартина Хингис Јана Новотна (6)               | Аранча Санчез Викарио Наташа Зверева    | 6:2, 3:6, 6:3                         |
| 1999.  | Мартина Хингис (2) Јана Новотна (7)           | Мери Џо Фернандез Моника Селеш          | 0:6, 6:4, 7:6(7:1)                    |
| 2000.  | Жили Алар Декижи Ај Сугијама                  | Никол Арент Манон Болеграф              | 4:6, 7:5, 6:4                         |
| 2001.  | Аранча Санчез Викарио (5) Натали Тозија       | Лиса Рејмонд Рене Стабс                 | 6:0, 6:4                              |
| 2002.  | Лиса Рејмонд Рене Стабс                       | Вирхинија Руано Паскуал Паола Суарез    | 7:6(7:4), 6:7(4:7), 6:3               |
| 2003.  | Лизел Хубер Магдалена Малејева                | Шинобу Асагое Нана Мијаги               | 6:4, 3:6, 7:5                         |
| 2004.  | Нађа Петрова Меган Шонеси                     | Светлана Кузњецова Јелена Лиховцева     | 6:2, 6:3                              |
| 2005.  | Светлана Кузњецова Алиша Молик                | Лиса Рејмонд Рене Стабс                 | 7:5, 6:7(5:7), 6:2                    |
| 2006.  | Лиса Рејмонд (2) Саманта Стосур               | Лизел Хубер Мартина Навратилова         | 6:4, 7:5                              |
| 2007.  | Лиса Рејмонд (3) Саманта Стосур (2)           | Кара Блек Лизел Хубер                   | 6:4, 3:6, [10:2]                      |
| 2008.  | Катарина Среботник Ај Сугијама (2)            | Кара Блек Лизел Хубер                   | 7:5, 4:6, [10:3]                      |
| 2009.  | Светлана Кузњецова (2) Амели Моресмо          | Квјета Пешке Лиса Рејмонд               | 4:6, 6:3, [10:3]                      |
| 2010.  | Жисела Дулко Флавија Пенета                   | Нађа Петрова Саманта Стосур             | 6:3, 4:6, [10:7]                      |
| 2011.  | Данијела Хантухова Агњешка Радвањска          | Лизел Хубер Нађа Петрова                | 7:6(7:5), 2:6, [10:8]                 |
| 2012.  | Марија Кириленко Нађа Петрова (2)             | Сара Ерани Роберта Винчи                | 7:6(7:0), 4:6, [10:4]                 |
| 2013.  | Нађа Петрова (3) Катарина Среботник (2)       | Лиса Рејмонд Лора Робсон                | 6:1, 7:6(7:2)                         |
| 2014.  | Мартина Хингис (3) Забине Лизики              | Јекатерина Макарова Јелена Веснина      | 4:6, 6:4, [10:5]                      |
| 2015.  | Мартина Хингис (4) Сања Мирза                 | Јекатерина Макарова Јелена Веснина      | 7:5, 6:1                              |
| 2016.  | Бетани Матек Сандс Луција Шафаржова           | Тимеа Бабош Јарослава Шведова           | 6:3, 6:4                              |
| 2017.  | Габријела Дабровски Сју Јифан                 | Сања Мирза Барбора Стрицова             | 6:4, 6:3                              |
| 2018.  | Ешли Барти Коко Вандевеј                      | Барбора Крејчикова Катерина Синијакова  | 6:2, 6:1                              |
| 2019.  | Елисе Мертенс Арина Соболенко                 | Саманта Стосур Џанг Шуај                | 7:6(7:5), 6:2                         |
| 2020.  | није играно — пандемија вируса корона         | није играно — пандемија вируса корона   | није играно — пандемија вируса корона |
| 2021.  | Шуко Аојама Ена Шибахара                      | Хејли Картер Луиза Стефани              | 6:2, 7:5                              |
| 2022.  | Лаура Зигемунд · Вера Звонарева               | Вероника Кудерметова · Елисе Мертенс    | 7:6(7:3), 7:5                         |
| 2023.  | Коко Гоф Џесика Пегула                        | Лејла Фернандез Тејлор Таузенд          | 7:6(8:6), 6:2                         |
| 2024.  | Софија Кенин Бетани Матек Сандс               | Габријела Дабровски Ерин Рутлајф        | 4:6, 7:6(7:5), [11:9]                 |

## Рекорди (тенисери)

### Највише титула у појединачној конкуренцији
- Андре Агаси: 6 (1990, 1995, 1996, 2001, 2002, 2003)
- Новак Ђоковић: 6 (2007, 2011, 2012, 2014, 2015, 2016)

### Највише титула у конкуренцији парова
- Боб Брајан: 6 (2007, 2008, 2014, 2015, 2018, 2019)
- Мајк Брајан: 6 (2007, 2008, 2014, 2015, 2018, 2019)

### Најстарији победник у појединачној конкуренцији
- Роџер Федерер: 37 година (2019)

### Најмлађи победник у појединачној конкуренцији
- Новак Ђоковић: 19 година (2007)

### Највише рангирани шампион
- Иван Лендл: 1. место на АТП листи (1986, 1989)
- Пит Сампрас: 1. место на АТП листи (1994)
- Роџер Федерер: 1. место на АТП листи (2005, 2006)
- Новак Ђоковић: 1. место на АТП листи (2012, 2015, 2016)

### Најниже рангирани шампион од 1985.
- Тим Мејот: 45. место на АТП листи (1985)

### Највише добијених мечева
- Андре Агаси: 61

Извор: